# Okrug Suffolk, New York
Okrug Suffolk (engleski: Suffolk County) je okrug u američkoj saveznoj državi New York koji se nalazi na istočnom kraju Long Islanda. Ovaj okrug dobio je ime po Suffolku u Engleskoj od kuda su došli prvi doseljenici. Ovo je najistočniji okrug u državi New York i jedan od četiri upravna područja na Long Islandu (uz okrug Nassau i newyorške četvrti Queens i Brooklyn).
Ovo je jedan od dvanaest prvobitnih okruga britanske sjevernoameričke Provincije New York koji su uspostavljeni 1683. godine. Prema časopisu Forbes okrug Suffolk je jedan od četrdeset najbogatijih okruga u SAD-u i poljoprivredno najrazvijeniji okrug države New York.

## Zemljopis
S površinom od 6.146 km² ovo je drugi po veličini okrug u državi New York. Najviša točka okruga i cijelog Long Islanda je Jayne's Hill (122 m). Ovaj okrug s tri strane okružuje more. Istočni dio okruga dijeli se u poluotoke North Fork i South Fork.
Okruzi koji graniče sa Suffolkom su: 
- Nassau, New York - na zapadu
- Fairfield, Connecticut - na sjeverozapadu, morska granica
- New Haven, Connecticut - na sjeveru, morska granica
- Middlesex, Connecticut - na sjeveru, morska granica
- New London, Connecticut - na sjeveru, morska granica
- Washington, Rhode Island - na sjeveroistoku, morska granica

## Stanovništvo
Prema popisu stanovništva iz 2000. godine, u okrugu Suffolk živjelo je 1.419.369 osoba u 469.299 kućanstva. 84,60% stanovništva okruga čine bijelci. Glavne etničke skupine su : Talijani (28,33%), Irci (22,02%), Nijemci (16,95%) i Englezi (5,98%). Po broju stanovništva ovo je 21. okrug po veličini u Sjedinjenim Državama.

## Upravna podjela
U državi New York, grad (town) je glavna jedinici upravne podjele unutar okruga. Ovaj pojam razlikuje se od pojma city. Svi stanovnici države New York koji ne žive u cityju ili indijanskom rezervatu žive u townu.
Gradovi u okrugu Suffolk su:
- Babylon, New York
- Huntington, New York
- Islip, New York
- Smithtown, New York
- Brookhaven, New York
- Southampton, New York
- Riverhead, New York
- East Hampton, New York
- Shelter Island, New York
- Southold, New York

Dva indijanska rezervata unutar granica ovog okruga su:
- Rezervat Shinnecock
- Rezervat Poospatuck

## Vanjske poveznice
- Službena stranica okruga  Arhivirana inačica izvorne stranice od 22. svibnja 2008. (Wayback Machine)